# Le Procès des trois millions

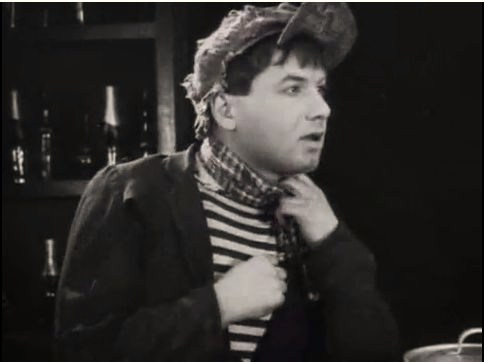
Igor Illinsky dans une scène du film

Le Procès des trois millions (Protsess o tryokh millionakh) est un film soviétique réalisée par Yakov Protazanov en 1926.

## Fiche technique
- Titre : Le Procès des trois millions
- Réalisation : Yakov Protazanov
- Scénario : Yakov Protazanov, d'après une œuvre Umberto Notari (en)
- Production : Mezhrabpomfilm
- Pays d'origine : URSS
- Format : noir et blanc
- Durée : 1 heure 6 minutes
- Date de sortie : 1926

## Distribution
- Olga Jiznieva
- Nikolai Prozorovsky
- Vladimir Fogel
- Igor Ilinski
- Daniil Vvedenskiy
- Aleksandr Glinsky
- Mikhail Klimov
- Anatoli Ktorov